# Mezinárodní ústav pro lidská práva
Mezinárodní ústav pro lidská práva, známý také jako Institut de Droit International (IDI), je nevládní organizace složená z odborníků na mezinárodní právo. Byl založen v roce 1873 v belgickém Gentu s cílem podporovat mírové vztahy mezi národy a rozvoj mezinárodního práva. Organizace získala v roce 1904 Nobelovu cenu míru za své významné příspěvky v oblasti mezinárodní arbitráže a humanizace válečných zákonů.

## Organizace
Ústav je řízen skupinou renomovaných právníků a odborníků na mezinárodní právo z celého světa. Členové organizace zahrnují bývalé ambasadory, soudce mezinárodních soudů a významné právní akademiky. Ústav pořádá pravidelná zasedání, na kterých diskutuje o aktuálních právních otázkách a přijímá rezoluce a doporučení, která mají za cíl ovlivnit mezinárodní právní praxi. Výsledky těchto zasedání jsou publikovány v ročence Annuaire de l’Institut de Droit International, která zahrnuje zprávy komisí, zápisy z plenárních zasedání a přijaté rezoluce.

## Historie
Mezinárodní ústav pro lidská práva byl založen 8. září 1873. Založili jej švýcarský právník Gustave Moynier, belgický právník Gustav Rolin-Jaequemyns a dalších 9 renomovaných právníků té doby. Od svého vzniku se zaměřoval na řešení důležitých právních otázek prostřednictvím vědeckého přístupu k mezinárodnímu právu. Během své existence sehrál ústav klíčovou roli v různých mezinárodních iniciativách, včetně podpory ustanovení o arbitráži přijatých Haagským kongresem v roce 1899 a spolupráce se Společností národů v meziválečném období.

## Vliv
IDI významně ovlivnil tvorbu a aplikaci mezinárodního práva. Jeho rezoluce a právní analýzy jsou často citovány a využívány mezinárodními organizacemi, včetně OSN, která pravidelně čerpá z odborných stanovisek a zpráv ústavu. IDI se také podílel na formování pravidel války a míru, čímž přispěl k větší humanizaci válečných konfliktů a podpoře mírových řešení sporů mezi státy.